# Lijst van schilderijen in het Rijksmuseum Amsterdam/Ra-Rm
Lijst van schilderijen in het Rijksmuseum Amsterdam met werken van schilders van wie de achternaam begint met de letters Ra t/m Rm. Vermeldingen in het grijs geven aan dat het werk geen deel meer uitmaakt van de collectie van het Rijksmuseum, bijvoorbeeld omdat het in bruikleen gegeven is aan een andere instelling of omdat het teruggegeven is aan de bruikleengever.
| Inventarisnummer | Toeschrijving                                            | Titel | Datering          | Afbeelding |
| ---------------- | -------------------------------------------------------- | --- | ----------------- | ---------- |
| SK-A-3088        | Johann Gualbert Raffalt                                  | Het paardenwed | 1858              |            |
| SK-A-3284        | Armand Rassenfosse                                       | Le journal: Een jonge vrouw zit op een stoel de krant te lezen | 1877-1934         |            |
| SK-A-3282        | Armand Rassenfosse                                       | Halfnaakte vrouw op een rustbed | 1920              |            |
| SK-A-3283        | Armand Rassenfosse                                       | Au théâtre: twee jonge vrouwen in avondtoilet in een theaterloge | 1920              |            |
| SK-A-3285        | Armand Rassenfosse                                       | Een jonge, half ontklede vrouw, staande voor een wastafel | 1920              |            |
| SK-A-1121        | Jan van Ravenswaay                                       | Koeien op stal | 1820              |            |
| SK-C-208         | Jan van Ravenswaay                                       | Weide met vee | 1820-1837         |            |
| SK-C-209         | Jan van Ravenswaay                                       | Schapen en geiten in de stal | 1821              |            |
| SK-C-1728        | Jan van Ravesteyn                                        | Portret van Hugo de Groot op zestienjarige leeftijd | 1599              |            |
| SK-A-4191        | Jan van Ravesteyn                                        | Portret van een officier | Ca. 1610-1620     |            |
| SK-C-1229        | Jan van Ravesteyn                                        | Portret van Daniel de Hertaing | 1612              |            |
| SK-A-2527        | Jan van Ravesteyn                                        | Portret van Sir John Burroughs | Ca. 1620-1623     |            |
| SK-C-240         | Jan van Ravesteyn                                        | Portret van een man | Ca. 1630-1635     |            |
| SK-A-1950        | Jan van Ravesteyn                                        | Portret van een man, vermoedelijk Jan Doublet | 1634              |            |
| SK-A-259         | Atelier van Jan van Ravesteyn                            | Portret van Nicolaas Schmelzing | 1611 of later     |            |
| SK-A-505         | Atelier van Jan van Ravesteyn                            | Portret van Robert Dudley, graaf van Leicester Zie Leeuwarden-reeks | Ca. 1609-1633     |            |
| SK-A-506         | Atelier van Jan van Ravesteyn                            | Portret van Gaspard de Coligny Zie Leeuwarden-reeks | Ca. 1609-1633     |            |
| SK-A-526         | Atelier van Jan van Ravesteyn                            | Portret van Lodewijk Günther, graaf van Nassau Zie Leeuwarden-reeks | Ca. 1609-1633     |            |
| SK-A-531         | Atelier van Jan van Ravesteyn                            | Portret van Johan Ernst I, graaf van Nassau-Siegen Zie Leeuwarden-reeks | Ca. 1609-1633     |            |
| SK-A-536         | Atelier van Jan van Ravesteyn                            | Portret van Justinus van Nassau Zie Leeuwarden-reeks | Ca. 1609-1633     |            |
| SK-A-535         | Atelier van Jan van Ravesteyn                            | Portret van Adolf, graaf van Nassau-Siegen Zie Leeuwarden-reeks | Ca. 1609-1633     |            |
| SK-A-544         | Atelier van Jan van Ravesteyn                            | Portret van Philips, graaf van Hohenlohe zu Langenburg Zie Leeuwarden-reeks | Ca. 1609-1633     |            |
| SK-A-545         | Atelier van Jan van Ravesteyn                            | Portret van Philip Ernst, graaf van Hohenlohe zu Langenburg Zie Leeuwarden-reeks | Ca. 1609-1633     |            |
| SK-A-546         | Atelier van Jan van Ravesteyn                            | Portret van Gaspard III de Coligny, graaf van Châtillon sur Loing Zie Leeuwarden-reeks | Ca. 1609-1633     |            |
| SK-A-547         | Atelier van Jan van Ravesteyn                            | Portret van Charles de Levin, heer van Famars, Forimont en Lousart Zie Leeuwarden-reeks | Ca. 1609-1633     |            |
| SK-A-549         | Atelier van Jan van Ravesteyn                            | Portret van Willem de Zoete de Laeke, heer van Hautain Zie Leeuwarden-reeks | Ca. 1609-1633     |            |
| SK-A-552         | Atelier van Jan van Ravesteyn                            | Portret van Joost de Zoete, heer van Villers Zie Leeuwarden-reeks | Ca. 1609-1633     |            |
| SK-A-553         | Atelier van Jan van Ravesteyn                            | Portret van Olivier van den Tempel, heer van Corbeecke Zie Leeuwarden-reeks | Ca. 1609-1633     |            |
| SK-A-555         | Atelier van Jan van Ravesteyn                            | Portret van Francisco Hurtado de Mendoza Zie Leeuwarden-reeks | Ca. 1609-1633     |            |
| SK-A-558         | Jan van Ravesteyn                                        | Portret van Sir Robert Henderson of Tunnegask Zie Leeuwarden-reeks | Ca. 1609-1633     |            |
| SK-A-559         | Atelier van Jan van Ravesteyn                            | Portret van Sir William Brog Zie Leeuwarden-reeks | Ca. 1609-1633     |            |
| SK-A-538         | Atelier van Jan van Ravesteyn                            | Portret van Jan de Oude, graaf van Nassau Zie Leeuwarden-reeks | Ca. 1610-1620     |            |
| SK-A-540         | Atelier van Jan van Ravesteyn                            | Portret van Jan de Middelste, graaf van Nassau-Siegen Zie Leeuwarden-reeks | Ca. 1610-1620     |            |
| SK-A-542         | Atelier van Jan van Ravesteyn                            | Portret van Philips, graaf van Nassau Zie Leeuwarden-reeks | Ca. 1610-1620     |            |
| SK-A-564         | Atelier van Jan van Ravesteyn                            | Portret van Daniël de Hertaing, heer van Marquette Zie Leeuwarden-reeks | Ca. 1612-1633     |            |
| SK-A-539         | Atelier van Jan van Ravesteyn                            | Portret van Jan de Jongere, graaf van Nassau-Siegen Zie Leeuwarden-reeks | Ca. 1613-1620     |            |
| SK-A-534         | Atelier van Jan van Ravesteyn                            | Portret van Jan de Jongere, graaf van Nassau-Siegen Zie Leeuwarden-reeks | Ca. 1614-1633     |            |
| SK-A-561         | Atelier van Jan van Ravesteyn                            | Portret van Willem Adriaen, graaf van Hornes, heer van Kessel en Westwezel Zie Leeuwarden-reeks                                                                                               | Ca. 1616-1633     |            |
| SK-A-543         | Atelier van Jan van Ravesteyn Naar Michiel van Mierevelt | Portret van Willem, graaf van Nassau-Siegen Zie Leeuwarden-reeks | Ca. 1620-1630     |            |
| SK-A-532         | Atelier van Jan van Ravesteyn                            | Portret van Albert, graaf van Nassau-Dillenburg Zie Leeuwarden-reeks | 1622              |            |
| SK-A-560         | Atelier van Jan van Ravesteyn                            | Portret van Johann Conrad von Salm, Wild- en Rijngraaf van Dhaun Zie Leeuwarden-reeks | Ca. 1622-1625     |            |
| SK-C-1300        | Giovanni Battista Recco                                  | Stilleven met kippen en eieren | 1640-1660         |            |
| SK-A-3884        | Giovanni Battista Recco                                  | Stilleven met kippen en eieren | 1640-1660         |            |
| SK-A-1222        | Friedrich Reclam                                         | Portret van Frederika Sophia Wilhelmina, prinses van Pruisen, in een medaillon, vergezeld van toespelingen op haar huwelijk te Berlijn, 4 oktober 1767, met Willem V, prins van Oranje-Nassau | 1767              |            |
| SK-A-4840        | Odilon Redon                                             | Ophélie, la cape bleue sur les eaux | 1900-1905         |            |
| SK-A-3265        | Odilon Redon                                             | Portret van A.M.L. Bonger-van der Linden | 1905              |            |
| SK-A-1704        | Hendrik Reekers                                          | Stilleven met vruchten | 1845              |            |
| SK-A-1122        | Ignatius Josephus Van Regemorter                         | De vismarkt te Antwerpen | 1827              |            |
| SK-A-1123        | Ignatius Josephus Van Regemorter                         | Jan Steen stuurt zijn zoon de straat op om schilderijen te ruilen voor bier en wijn | 1828              |            |
| SK-A-4725        | Marie van Regteren Altena                                | Rozen | 1949              |            |
| SK-A-2620        | Martinus van Regteren Altena                             | Boer uit Laren, Noord-Holland | 1902              |            |
| SK-A-2671        | Tibout Regters                                           | Portret van Jan Casper Philips | 1747              |            |
| SK-A-2190        | Tibout Regters                                           | Portret van Ludolf Backhuijzen (II) | 1748              |            |
| SK-A-330         | Tibout Regters                                           | Portret van Jan ten Compe | 1751              |            |
| SK-A-2136        | Tibout Regters                                           | De Amsterdamse doopsgezinde familie Brak | 1752              |            |
| SK-A-2422        | Tibout Regters                                           | Portret van Pieter Nicolaas Rendorp | 1756              |            |
| SK-A-2420        | Tibout Regters                                           | Portretten van Joachim Rendorp en Wilhelmina Hillegonda Schuyt | 1757-1768         |            |
| SK-A-2421        | Tibout Regters                                           | Portretten van Joachim Rendorp en Wilhelmina Hillegonda Schuyt | 1757-1768         |            |
| SK-C-84          | Tibout Regters                                           | De anatomische les van Prof. Petrus Camper | 1758              |            |
| SK-A-329         | Tibout Regters                                           | Portret van Jan Wagenaar | 1761              |            |
| SK-A-4674        | Rembrandt                                                | Musicerend gezelschap | 1626              |            |
| SK-C-1448        | Rembrandt                                                | Tobit en Anna met het bokje | 1626              |            |
| SK-A-4717        | Rembrandt                                                | Tobit en Anna met het bokje | 1626              |            |
| SK-C-1457        | Rembrandt                                                | Zelfportret op jeugdige leeftijd | 1628-1629         |            |
| SK-A-4691        | Rembrandt                                                | Zelfportret op jeugdige leeftijd | 1628-1629         |            |
| SK-A-3276        | Rembrandt                                                | Jeremia treurend over de verwoesting van Jeruzalem | 1630              |            |
| SK-A-3934        | Rembrandt                                                | Borstbeeld van een lachende jonge man | 1630              |            |
| SK-C-1218        | Rembrandt                                                | De opwekking van Lazarus | Ca. 1630          |            |
| SK-A-3066        | Rembrandt                                                | Oude lezende vrouw, waarschijnlijk de profetes Hanna | 1631              |            |
| SK-A-4885        | Rembrandt                                                | Portret van Johannes Wtenbogaert | 1633              |            |
| SK-A-4057        | Rembrandt                                                | Portret van Saskia van Uylenburgh | 1633              |            |
| SK-C-1047        | Rembrandt                                                | Jozef vertelt zijn dromen aan zijn ouders en zijn broers | Ca. 1633          |            |
| SK-C-1203        | Rembrandt                                                | Jozef vertelt zijn dromen aan zijn ouders en zijn broers | Ca. 1633          |            |
| SK-A-3477        | Rembrandt                                                | Jozef vertelt zijn dromen aan zijn ouders en zijn broers | Ca. 1633          |            |
| SK-A-5033        | Rembrandt                                                | Portretten van Maerten Soolmans en Oopjen Coppit | 1634              |            |
| SK-C-1768        | Rembrandt                                                | Portretten van Maerten Soolmans en Oopjen Coppit | 1634              |            |
| SK-C-1555        | Rembrandt                                                | Portret van een 40-jarige vrouw, waarschijnlijk Marretje Cornelisdr. van Grotewal | 1634              |            |
| SK-A-4833        | Rembrandt                                                | Portret van Haesje Jacobsdr. van Cleyburg | 1634              |            |
| SK-A-3340        | Rembrandt                                                | Man in oosterse kleding | 1635              |            |
| SK-C-1841        | Rembrandt                                                | Portret van Jan Willemsz. van der Pluym Zie Portretten van Jan Willemsz. van der Pluym en Jaapgen Caerlsdr.                                                                                   | 1635              |            |
| SK-C-1842        | Rembrandt                                                | Portret van Jaapgen Caerlsdr. Zie Portretten van Jan Willemsz. van der Pluym en Jaapgen Caerlsdr.                                                                                             | 1635              |            |
| SK-A-5092        | Rembrandt                                                | De Vaandeldrager | 1636              |            |
| SK-A-1935        | Rembrandt                                                | Landschap met stenen brug | 1637              |            |
| SK-C-1828        | Rembrandt                                                | De eendracht van het land | 1637-1645         |            |
| SK-C-597         | Rembrandt                                                | Portret van Maria Trip | Ca. 1639          |            |
| SK-C-1124-1      | Rembrandt                                                | Stilleven met pauwen | Ca. 1639          |            |
| SK-C-1396        | Rembrandt                                                | Stilleven met pauwen | Ca. 1639          |            |
| SK-A-3981        | Rembrandt                                                | Stilleven met pauwen | Ca. 1639          |            |
| SK-C-5           | Rembrandt                                                | De Nachtwacht | 1642              |            |
| SK-A-4119        | Rembrandt                                                | De heilige familie bij avond | 1645              |            |
| SK-C-1046        | Rembrandt                                                | Portret van een man, vermoedelijk Dr. Ephraïm Bueno | 1645-1647         |            |
| SK-C-1397        | Rembrandt                                                | Portret van een man, vermoedelijk Dr. Ephraïm Bueno | 1645-1647         |            |
| SK-A-3982        | Rembrandt                                                | Portret van een man, vermoedelijk Dr. Ephraïm Bueno | 1645-1647         |            |
| SK-C-1738        | Rembrandt                                                | Portret van Jan Six | 1654              |            |
| SK-C-85          | Rembrandt                                                | De anatomische les van Dr. Deijman | 1656              |            |
| SK-C-1699        | Rembrandt                                                | Portret van Catrina Hooghsaet | 1657              |            |
| SK-A-3137        | Rembrandt                                                | De verloochening van Petrus | 1660              |            |
| SK-A-3138        | Rembrandt                                                | Titus als monnik | 1660              |            |
| SK-C-1449        | Rembrandt                                                | Zelfportret als de apostel Paulus | 1661              |            |
| SK-A-4050        | Rembrandt                                                | Zelfportret als de apostel Paulus | 1661              |            |
| SK-C-1747        | Rembrandt                                                | De samenzwering van de Bataven onder Claudius Civilis | 1661-1662         |            |
| SK-C-6           | Rembrandt                                                | De Staalmeesters | 1662              |            |
| SK-C-216         | Rembrandt                                                | Het Joodse Bruidje | 1662-1666         |            |
| SK-A-358         | Naar Rembrandt                                           | Portret van een man, misschien Rembrandts vader, Harmen Gerritsz. van Rijn | Ca. 1634-1808     |            |
| SK-A-3298        | Naar Rembrandt                                           | Portret van een man, misschien Rembrandts vader, Harmen Gerritsz. van Rijn | 1730-1774         |            |
| SK-A-4019        | School van Rembrandt                                     | De opwekking van Lazarus | 1620-1650         |            |
| SK-A-91          | Omgeving van Rembrandt                                   | Salome ontvangt het hoofd van Johannes de Doper | Ca. 1640-1645     |            |
| SK-A-2391        | Omgeving van Rembrandt                                   | Jongenskopje | Ca. 1643 of later |            |
| SK-A-3341        | Navolger van Rembrandt                                   | Portret van Rembrandt | 1640-1800         |            |
| SK-A-4096        | Rembrandt of Jan Lievens                                 | Simson en Delila | Ca. 1628          |            |
| SK-A-4686        | Naar Guido Reni                                          | Slapende putto | 1627-1700         |            |
| SK-A-331         | Naar Guido Reni                                          | Maria Magdalena | 1627-1720         |            |
| SK-A-4376        | Naar Guido Reni                                          | Madonna | 1674              |            |
| SK-A-3416        | Navolger van Guido Reni                                  | Man van Smarten | 1630-1700         |            |
| SK-A-4619        | Nicolaas Reyers                                          | Portret van Joannes Badon zie Panpoeticon Batavum | 1732-1771         |            |
| SK-A-3123        | Toegeschreven aan Marinus van Reymerswale                | De heilige Hieronymus in zijn studeervertrek | Ca. 1535-1545     |            |
| SK-A-4546        | Theodorus Justinus Rheen                                 | Portret van Abraham Patras | 1735-1800         |            |
| SK-A-3778        | Theodorus Justinus Rheen                                 | Portret van Portret van Adriaan Valckenier Zie Portrettengalerij van de gouverneurs-generaal van Nederlands-Indië                                                                             | 1737              |            |
| SK-A-3777        | Theodorus Justinus Rheen                                 | Portret van Abraham Patras Zie Portrettengalerij van de gouverneurs-generaal van Nederlands-Indië                                                                                             | 1737-1745         |            |
| SK-A-4547        | Naar Theodorus Justinus Rheen                            | Portret van Adriaan Valckenier Zie Portrettengalerij van de gouverneurs-generaal van Nederlands-Indië                                                                                         | 1750-1800         |            |
| SK-C-1298        | Naar Jusepe de Ribera                                    | Filosoof met spiegel | 1600-1652         |            |
| SK-A-3883        | Naar Jusepe de Ribera                                    | Filosoof met spiegel | 1600-1652         |            |
| SK-A-1897        | Théodule Augustin Ribot                                  | De naaister | 1850-1891         |            |
| SK-A-1898        | Théodule Augustin Ribot                                  | Stilleven met vissen en een kreeft | 1850-1891         |            |
| SK-A-1825        | Nicolaas Riegen                                          | Zeegezicht | 1850-1889         |            |
| SK-A-333         | Jan Claesz. Rietschoof                                   | Schepen in de haven bij kalm weer | 1675-1719         |            |
| SK-A-334         | Jan Claesz. Rietschoof                                   | Schepen in de haven bij een stevige bries | 1675-1719         |            |
| SK-A-3244        | Toegeschreven aan Jan Claesz. Rietschoof                 | Haven bij zonsondergang | 1675-1700         |            |
| SK-A-357         | David Rijckaert (III)                                    | De schoenmakerswerkplaats | 1640-1660         |            |
| SK-C-540         | James de Rijk                                            | Boerendeel | Ca. 1830-1860     |            |
| SK-A-3303        | Naar John Riley                                          | Portret van Katharine Elliot | Ca. 1680-1700     |            |
| SK-A-335         | Pieter de Ring                                           | Stilleven met een gouden bokaal | 1635-1660         |            |
| SK-A-3045        | Coba Ritsema                                             | Een ruiker bloemen | 1900-1927         |            |